# (3584) Aisha
(3584) Aisha es un asteroide perteneciente al cinturón de asteroides, descubierto el 5 de octubre de 1981 por Norman G. Thomas desde la Estación Anderson Mesa (condado de Coconino, cerca de Flagstaff, Arizona, Estados Unidos).

## Designación y nombre
Designado provisionalmente como 1981 TW. Fue nombrado Aisha en homenaje de "Aisha Renee Thomas", una nieta del descubridor.